# Metagonimoides oregonensis
Metagonimoides oregonensis är en plattmaskart. Metagonimoides oregonensis ingår i släktet Metagonimoides och familjen Heterophyidae. Inga underarter finns listade i Catalogue of Life.